# Wriothesley Russell (3e duc de Bedford)
Pour les articles homonymes, voir Wriothesley Russell.
Wriothesley Russell, 3e duc de Bedford (25 mai 1708 – 23 octobre 1732) est un aristocrate anglais. Il est le fils de Wriothesley Russell, 2e duc de Bedford.

## Biographie
Russell épouse la sœur de sa belle-fille, Anne Egerton, fille de Scroop Egerton, le 22 avril 1725.
Il est mort en 1732, âgé de 24 ans à la Corogne, en Espagne, sans descendance. Il est enterré le 14 décembre 1732 à la Chapelle Bedford à l'Église Saint-Michel, Chenies, dans le Buckinghamshire, en Angleterre, et ses titres passent à son frère, John Russell.